# Atilio Bari
Atilio José Bari (São Paulo, 11 de maio de 1952), é um ator, dramaturgo, apresentador, diretor de teatro e escritor brasileiro.

## Biografia
Fundador do Grupo Theatralha & Cia., com o qual montou diversos espetáculos, que receberam vários premios em festivais de teatro de São Paulo e Rio de Janeiro. Faz trabalhos também para a televisão, tendo realizado adaptações de textos teatrais e criação de programas de teatro para a TV Cultura, de São Paulo. Criou também os programas Baú de Histórias e Agendinha, na Tv Cultura.
Produtor e apresentador do programa Em Cartaz, desde 1990, e produtor do programa Entrada Franca, ambos na Tv Aberta - São Paulo (Claro e VivoTV), e na TVCom Brasil (Claro, Vivo e Sky)
Como escritor, tem 9 livros publicados, sendo que um deles, O Gato do Teatro, recebeu os prêmios João de Barro e Cidade de Belo Horizonte como melhor obra de literatura infanto-juvenil.
Em 2013 foi vencedor do Concurso Agostinho de Cultura com o livro Lilavati, publicado pela Editora Adonis. 
Ganhador do Concurso de Dramaturgia Cidade de Manaus, em 2014, com o texto Meu Querido Anarquista. 
Vencedor do Premio Literário Coleção Vertentes, da Universidade Federal de Goiás, em 2014, com o texto teatral Julgamento no Velho Chico.
Desde 2015 apresenta o programa Persona em Foco na TV Cultura que entrevista várias personalidades das artes: teatro, cinema e televisão.
Diretor e apresentador da série “Novela – 65 Anos de Emoções” - TV Cultura – 2017
Adaptador de textos para a série “Senta que lá vem Comédia” – Tv Cultura – 2005/2006
Co-idealizador do programa “Direções” – Tv Cultura – 2007

## Livros publicados
- 10 que valem 30!, ISBN 978-85-262-4579-1[3]
- A samambaia, o vira-lata e o blufiano, ISBN 978-85-262-4581-3
- Barriga e Minhoca, marinheiros de Cabral, ISBN 978-85-262-4583-x
- Bem-me-quer, mal-me-quer!, ISBN 978-85-262-38833
- O gato do teatro, ISBN 978-85-262-4865-0
- O tesouro do pirata Pão-duro, ISBN 978-85-262-39767
- Lilavati, ISBN 978-85-7913-230-8
- A Fabulosa Companhia de Bardo Amarante, ISBN 978-8551602669
- Julgamento no Velho Chico, ISBN 9788572744065

## Teatro
| Ano     | Título                                                           | Funções                 | Autor                 | Diretor             | Ref.  |
| ------- | ---------------------------------------------------------------- | ----------------------- | --------------------- | ------------------- | ----- |
| 1987    | A Mandrágora                                                     | Ator                    | Nicolau Maquiavel     | Jamil Dias          |       |
| 1988    | Bem Me Quer                                                      | Ator e diretor do autor | F.E. Kokocht          |                     |       |
| 1989    | Mirandolina                                                      | Ator                    | Carlo Goldoni         | Milton de Almeida   |       |
| 1992    | O Pequeno Imperador                                              | Autor e ator            | Ele mesmo             | Milton de Almeida   |       |
| 1997    | Lilavati                                                         | Autor e ator            | Ele mesmo             | Celso Saiki         |       |
| 1999    | Frankenstinho                                                    | Autor e ator            | Ele mesmo             | Christina Trevisan  |       |
| 1999    | Sete Vidas                                                       | Ator                    | Paulo Goulart         | Bárbara Bruno       |       |
| 2000    | Filoctetes                                                       | Ator                    | Sófocles              | Zécarlos de Andrade |       |
| 2002    | Auto do Empreendedor                                             | Ator                    | José Antônio de Souza | Bárbara Bruno       |       |
| 2004    | Sete Caminhos                                                    | Ator                    | José Antônio de Souza | Bárbara Bruno       |       |
| 2005–06 | Ai, Caçarola                                                     | Autor, diretor e ator   | Ele mesmo             | Ele mesmo           | [ 4 ] |
| 2007    | O Homem que Calculava                                            | Diretor e ator          | Malba Tahan           | Ele mesmo           |       |
| 2008    | O Tesouro do Pirata Pão-Duro                                     | Autor e diretor         | Ele mesmo             | Ele mesmo           |       |
| 2010    | Lilavati – Uma Aventura das Índias... e de Outros Lugares Também | Autor e diretor         | Ele mesmo             | Ele mesmo           |       |
| 2012    | Pigs – Os 3 Porquinhos, Uai!                                     | Autor e diretor         | Ele mesmo             | Ele mesmo           |       |
| 2015    | Eu Te Amo, Meu Brasil                                            | Autor e diretor         | Ele mesmo             | Ele mesmo           |       |
| 2019    | Caras de Plauto                                                  | Autor e diretor         | Ele mesmo             | Ele mesmo           |       |

## Outras atividades
- Coordenador do Projeto Domingo no Teatro[5], da Secretaria Estadual de Cultura, em 2003 e 2004
- Coordenador do Projeto Teatro Por Um Real, da Secretaria Estadual de Cultura, em várias edições
- Coordenador da Campanha de Popularização do Teatro da Apetesp em 1999,  2000 e 2001